# Ryan Martinie
Ryan Martinie (Rü-d, Rüd, Ry-Know, Ryknow) é um baixista norte-americano, mais conhecido por ter sido baixista da banda de metal alternativo Mudvayne. Ele é bem conhecido pelas complexas linhas de baixo e técnica de estilo único. Ele esteve com a banda desde 1998 até 2011.

## Biografia

### Início da vida
Ryan cresceu em uma igreja não-denominacional onde seu avô era um dos líderes do coro, então ele era exposto a uma grande quantidade de hinos, música orquestral e outras formas de músicas não seculares. Seu pai também tocava guitarra, piano e "tinha uma voz agradável a qual ele tinha em bom controle sobre" Quando Ryan é questionado sobre por que decidiu tocar baixo, ele diz: "O motivo que eu pedi para que me comprasse um baixo na verdade continua um mistério par mim. Eu só posso dizer que lembro que eu fui atraído pelo senso de conectividade que ele compartilhava com todos os outros instrumentos". Ele cresceu em Normal, Illinois. Ele estudou Jazz Bass e ganhou vários prêmios no ensino médio por vocal clássico. Algumas de suas influências inicias incluem Jimi Hendrix, The Beatles, The Beach Boys e muitas outras bandas de jazz. Ele estava em uma banda de rock progressivo estilo Dream Theater chamada Broken Altar.

### Mudvayne
Em 1996, foi formado o Mudvayne. Eles inicialmente tinham um baixista diferente chamado Shawn Barclay. Em 1997, ainda com esse baixista, eles lançaram seu primeiro álbum Kill, I Oughta. No entanto, em 1998, depois de verem uma apresentação do Broken Altar ao vivo, eles perguntaram se Ryan queria se juntar à banda. Embora ele tenha sido relutante em deixar o Broken Altar inicialmente, ele entrou no Mudvayne ao perceber que eles eram sérios com a banda. Ryan se tornou um baixista bem popular, recebendo críticas positivas ovacionado pelo seu estilo único de tocar que "adicionou ao Mudvayne uma nova dimensão inteira".

### Outras atividades
Por muitos anos, embora isso nunca tenha sido oficial, tinha rumores que Ryan tinha projetos paralelos. Porém, mais recentemente, descobriu-se que ele realmente tinha um projeto paralelo que "ainda não era identificado", mas ele realmente pretende materializar a ideia inicial disso, disse: "As pessoas irão poder ver minha cara feia de novo quer você queira ou não. Pra mim é uma boa hora pra eu 'botar pilha' e reunir minhas idéias. Gastar muito tempo preparando e me expondo para muitos tipos de pensamentos diferentes. Ficção e não-ficção, eu definitivamente não me sento quando estou desocupado. Tem muita coisa acontecendo, é apenas se essas coisas acabarem sendo coisas do Mudvayne ou outras coisas que eu não estou preocupado sobre qual fim terá o que ou onde terá". Ele disse que seu estilo de tocar será diferente do que ouvir Mudvayne porque, como ele disse, ele é o servo da música e ele sentiu que as coisas que ele fez no Mudvayne se encaixa na banda. Existem rumores que Matt McDonough estará envolvido no projeto. Em 2 de Agosto de 2012, a banda Korn anunciou que Ryan Martinie iria se juntar a banda na turnê européia que se iniciará na Polônia, como o baixista da banda, Fieldy e sua esposa estão esperando um filho.

### Vida pessoal
A vida pessoal de Ryan não é muito conhecida, ele curte sua privacidade. Ele é casado e mora em Mebane, North Carolina. Ryan é conhecido como uma pessoa muito espirituosa, sempre em um bom e falador humor. Ele também é um leitor apaixonado. Alguns de seus artistas preferidos incluem The Beatles, John Patitucci, Chick Corea, King Crimson, Porcupine Tree, Death, Meshuggah, and Mastodon.

## Estilo de tocar
Ryan utiliza muitas técnicas para fazer a borda instrumental da banda cada vez mais rica. O toque do seu baixo é uma parte chave do som do Mudvayne. Isso é particularmente enfatizado na música The End of All Things to Come, a qual ele toca com om baixo fretless. Ele não usa nenhum pedal de efeitos, prefere um limpo e natural som de seu baixo. Ele afirmou sobre esse assunto que "Eu gosto da aproximação natural para tocar e eu não sou exatamente... eu não sou um purista, quero dizer, ir pra isso. Se gosta de baixo sintetizado, pedais de oitavar e essas coisas então use. Eu não sou contra qualquer uma dessas coisas mas eu gostaria de encontrar essas coisas em minhas mãos"

### Mão direita
Ryan é conhecido por empurrar o envelope que a maioria dos baixistas se limita. Sua mão direita é uma das maiores razões para isso, como ele empurra de muitas diferentes técnicas e gêneros. Ele é conhecido pelos "flicks" (encontrados ao longo de suas músicas) e um estilo flamenco, notável em "Dull Boy" e no refrão de "Out To Pasture" que, da mesma forma, ele faz um "modelo "guitar-picking" de flamenco rápido que é mais rápido que minha mão pode possivelmente tocar".  É apenas esse padrão de retardo-rápido e é um adormecido porque esse som parece que eu estou tocando quase notas únicas, ou acordes, como eu estou dedilhando acordes, mas realmente o que acontece lá é algo completamente diferente... É a única coisa que não menciona, que me deixa muito orgulhoso, porque isso deveria ser transparente, que é uma das coisas mais importantes que me acontece - em tocar e em relacionar com outros instrumentos e em particular minha banda." Ele tem uma técnica pesada única a qual ele reproduz o som de percussão e a nitidez, sendo o mais extremo ataque a seu baixo. Ele também usa técnicas de slap ao longo do álbum L.D. 50, mais notável na música "Dig".
Ryan desenvolveu sua própria técnica de tapping no braço ele usa os dedos indicador e médio para tocar o acorde oitavado, comumente acima do braço, enquanto sua mão esquerda se move pelas notas, paradas duplas ou acordes. Isso é muito semelhante a técnica utilizada por John Entwistle. No álbum Mudvayne, ele também toca partes complexas nas introduções de "Beautiful And Strange" e "I Can't Wait".

### Mão esquerda
Martinie é conhecido como um tocador preciso. Mesmo quando está tocando seu fretless Pedulla ele usa movimentos rápidos e corre o braço de cima a baixo. Ryan tende a acentuar seu trabalho com técnicas de "thick low end", "double stops" e acordes que adicionam fervor ou tensão estranha ("Pharmaecopia", "World So Cold" e "Not Falling"). Ele usa harmônicos que adicionam um som brilhante a sua variedade de estilos, como na introdução de "Death Blooms" e "Out To Pasture". Em sua técnica única de tapping, ele afirma "Eu não sou um cara de usar pedal mas eu gosto do som que as pessoas conseguem com pedais de oitavas. Então, para criar organicamente esse efeito, eu uso minha os dedos indicador e médio da minha mão direita para tocar duas cordas de cada vez: eu desço nas cordas bem forte para que elas realmente saltem pra fora do braço. Dessa forma eu crio um estalo do início ao fim mas eu retenho a tonalidade. Ao mesmo tempo eu uso minha mão esquerda para segurar e/ou mover a oitava. Eu posso fazer isso na forma de baixo andante (walking bass), na forma de "nota-única" ou seja qual for. O refrão inteiro de “Happy?” uso essa técnica."

## Equipamento

### Baixos
Ryan é um endorser da Warwick. Ele tem uma ampla variedade de baixos Warwick Thumb os quais ele é baixista exclusivo. Em muitas ocasiões ele é visto tocando um Warwick Streamer Stage II e um Warwick Corvette Standard.
- 1x Custom Warwick Thumb NT 4 cordas. Ele é visto com esse baixo na maioria do DVD All Access to All Things DVD.
- 1x Warwick Thumb NT 4 cordas (bubinga/preto/hardware preto).
- 2x Warwick Thumb NT 5 cordas (bubinga/um é do padrão da cor bubinga e outro é preto)
- 1x Pedulla Buzz Fretless 4 cordas, que ele usa quando gravou "A Key to Nothing" do segundo álbum do Mudvayne.
- 1x Warwick Vampyre 4 cordas, que ele estava anunciando em 2003, mas ele sempre preferiu seu baixo Thumb, então ele nunca mais foi visto atualmente com esse baixo.[5]

### Cordas
Ryan usa Hi-Beams Black Beauty DR strings (.045, .065, .085, .105, .135).

### Amplificadores
Ryan primeiramente usou amplificadores Ampeg SVT Pro até que The New Game foi lançado, no momento que ele mudou para amplificação Warwick. Ele atualmente usa o Warwick Xtreme 10.1 Amp Head e quatro caixas Warwick WCA 411 Pro. Ele também é conhecido por escravizar as caixas da guitarra de Greg Tribbett durante os shows. Ele usa Avalon DI's para shows ao vivo e em estúdio.

## Discografia
Mudvayne
- L.D. 50 (2000)
- The End of All Things to Come (2002)
- Lost and Found (2005)
- The New Game (2008)
- Mudvayne (2009)

## Referencias
1. 1 2 3 4 5  «info on musicianforums». 2010. Consultado em 12 de maio de 2010
2. ↑  «interview on HM magazine». 2010. Consultado em 12 de maio de 2010
3. 1 2  «Ryan Martinie's House». Virtual Globetrotting. 16 de outubro de 2008. Consultado em 17 de julho de 2011
4. 1 2  «interview on bassplayer». 2010. Consultado em 12 de maio de 2010. Arquivado do original em 25 de maio de 2013